# Бес (кантон)

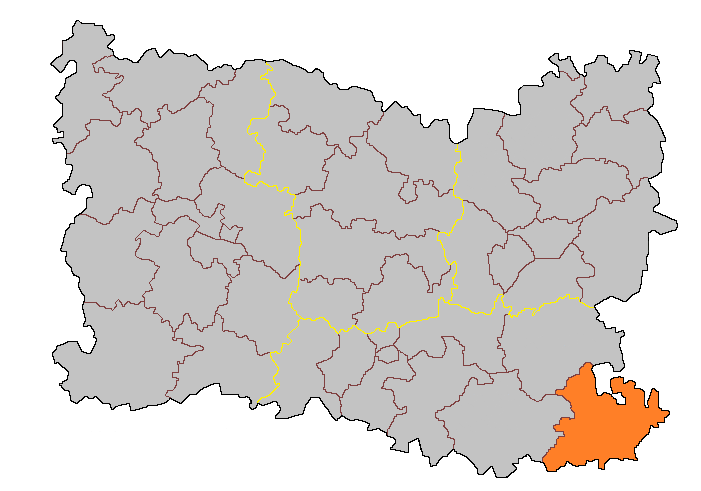
Кантон Бес на карте департамента Уаза

Бес (фр. Betz) — упраздненный кантон во Франции, регион Пикардия, департамент Уаза. Входил в состав округа Санлис.
В состав кантона входили коммуны (население по данным Национального института статистики за 2010 г.):
- Антийи (319 чел.)
- Аси-ан-Мюльтьян (782 чел.)
- Барньи (287 чел.)
- Бес (1 076 чел.)
- Брежи (595 чел.)
- Буйянси (379 чел.)
- Булларр (224 чел.)
- Бурсонн (289 чел.)
- Варенфруа (237 чел.)
- Виллер-Сен-Жене (401 чел.)
- Гондревиль (242 чел.)
- Ивор (245 чел.)
- Кюверньон (320 чел.)
- Ла-Вильнёв-су-Тюри (172 чел.)
- Левиньян (882 чел.)
- Марёй-сюр-Урк (1 588 чел.)
- Мароль (665 чел.)
- Нефшель (369 чел.)
- Ормуа-ле-Давьян (319 чел.)
- Отёй-ан-Валуа (284  чел.)
- Реез-Фосс-Мартен (163 чел.)
- Розуа-ан-Мюльтьян (501 чел.)
- Рувр-ан-Мультьян (482 чел.)
- Тюри-ан-Валуа (474 чел.)
- Этавиньи (163 чел.)

## Экономика
Структура занятости населения :
- сельское хозяйство — 9,9 %
- промышленность — 21,6 %
- строительство — 8,0 %
- торговля, транспорт и сфера услуг — 32,3 %
- государственные и муниципальные службы — 28,2 %

## Политика
На президентских выборах 2012 г. жители кантона отдали в 1-м туре Марин Ле Пен 32,0 % голосов против 24,4 % у Николя Саркози и 21,3 % у Франсуа Олланда, во 2-м туре в кантоне победил Саркози, получивший 55,4 % (2007 г. 1 тур: Саркози  — 32,1 %, Сеголен Руаяль — 19,5 %; 2 тур: Саркози — 60,4 %). На выборах в Национальное собрание в 2012 г. по 4-му избирательному округу департамента Уаза они в 1-м туре отдали большинство голосов - 30,9 % - кандидату Национального фронта Милене Трощински, а во 2-м туре - действующему депутату, кандидата партии Союз за народное движение Эрику Вёрту - 51,7 % голосов.
|  | Кандидат          | Партия                    | % голосов |
|  | ----------------- | ------------------------- | --------- |
|  | Филипп Буллан     | Союз за народное движение | 56,51     |
|  | Жан Пеллерен      | Социалистическая партия   | 20,34     |
|  | Паскаль Трощински | Национальный фронт        | 13,26     |
|  | Кристоф Шевалье   | Коммунистическая партия   | 9,90      |